# Bella Vista (Arkansas)

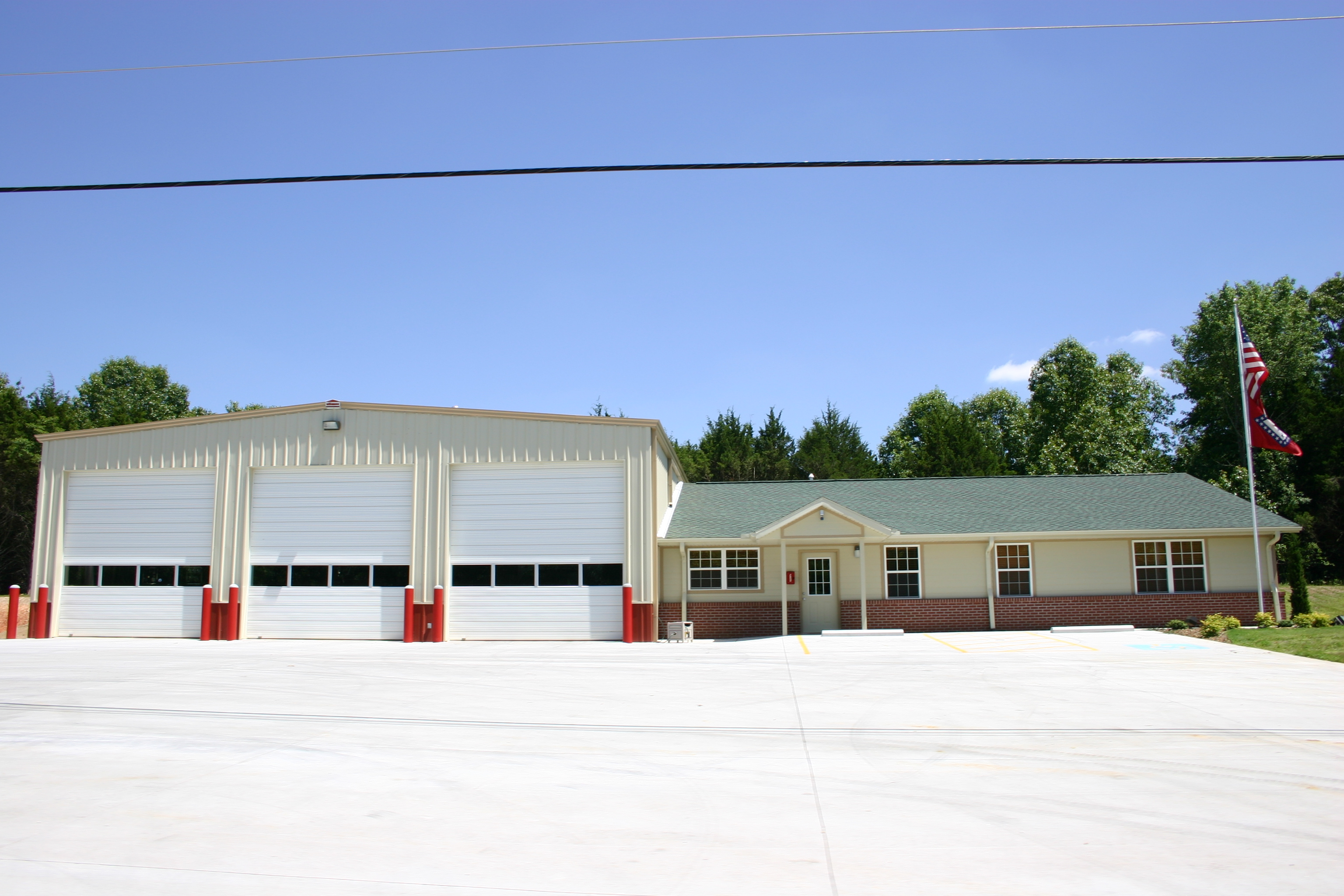

Bella Vista é uma Região censo-designada localizada no estado americano de Arkansas, no Condado de Benton.

## Demografia
Segundo o censo americano de 2000, a sua população era de 16.582 habitantes.

## Geografia
De acordo com o United States Census Bureau, a localidade tem uma área de 172,0 km², dos quais 169,9 km² cobertos por terra e 2,1 km² cobertos por água.

## Localidades na vizinhança
O diagrama seguinte representa as localidades num raio de 24 km ao redor de Bella Vista. 